# Fivelandia 19
Fivelandia 19 è una raccolta di sigle di programmi per bambini in onda sulle reti Mediaset pubblicata nel 2001.
Il logo "Fivelandia" utilizzato per il progetto grafico di questo diciannovesimo capitolo è notevolmente differente dal classico logo utilizzato per la collana a partire dal secondo volume dell'84.
Il brano All'arrembaggio!, sigla della serie animata All'arrembaggio! - One Piece e presente alla traccia 10, è interpretato interamente da Cristina D'Avena a differenza della versione ascoltata in tv che è cantata in duetto con Giorgio Vanni. Tale versione venne usata per l'edizione DVD della Shin Vision sulle immagini della sigla di testa giapponese.

## Tracce
1. Dragon Ball GT (Alessandra Valeri Manera/Max Longhi, Giorgio Vanni) 2:54
2. Fancy Lala (A. Valeri Manera/M. Longhi, G. Vanni) 3:27
3. Supermodels (A. Valeri Manera/Franco Fasano) 3:51
4. Netéb, la principessa del Nilo (A. Valeri Manera/M. Longhi, G. Vanni) 3:31
5. Mega Babies (A. Valeri Manera/M. Longhi, G. Vanni) 2:07
6. I tanti segreti di un cuore innamorato (A. Valeri Manera/G. Fasano) 4:06
7. Pokemon, The Johto League Champions (A. Valeri Manera/M. Longhi, G. Vanni) 3:20
8. Luna, principessa argentata (A. Valeri Manera/G. Fasano) 3:41
9. Spie, missioni e coccodrilli: S.O.S. Croco (A. Valeri Manera/G. Fasano) 4:20
10. All'arrembaggio! (A. Valeri Manera/M. Longhi, G. Vanni) 3:11
11. Milly, vampiro per gioco (A. Valeri Manera/G. Fasano) 3:47
12. Gundam Wing (A. Valeri Manera/M. Longhi, G. Vanni) 3:05
13. Che baby-sitter questa mummia! (A. Valeri Manera/M. Longhi, G. Vanni) 3:01
14. Carnaby Street (A. Valeri Manera/M. Longhi, G. Vanni) 3:08
15. Roswell Conspiracies (A. Valeri Manera/M. Longhi, G. Vanni) 3:58
16. Arriva Paddington! (A. Valeri Manera/M. Longhi, G. Vanni) 2:31
17. Mostruosi marziani (A. Valeri Manera/G. Fasano) 3:51
18. Franklin (A. Valeri Manera/G. Fasano) 3:31

## Interpreti e cori
- Cristina D'Avena (n. 2-3-4-6-8-9-10-11-13-14-16-17-18)
- Cristina D'Avena e Giorgio Vanni (n. 7-15)
- Giorgio Vanni (n. 1-5-12)
- I Piccoli Cantori di Milano diretti da Laura Marcora, Marco Gallo, Simona Scuto, Nadia Biondini, Lola Feghaly, Lalla Francia, Cristina Paltrinieri, Patrizia Saitta, Silvio Pozzoli, Giorgio Vanni